# ثورة التوابين

تخطيط اسم الحسين بن علي كما هو منقوش في المسجد النبوي.

ثورة التوابين هي أول ثورة قامت بعد واقعة كربلاء بهدف الثأر للحسين وأصحابه الذين قتلوا هناك، و قد كانت بقيادة الصحابي سليمان بن صرد الخزاعي عام 65 هـ.

## تشكيل الثورة
ینقسم الكوفيون إلى ثلاث فئات:
1- فئة أولى قليلة قد كانت فيمن طلب إلى الحسين القدوم إلى الكوفة ووعدته النصر فيمن وعد، وعندما أقبل الحسين مجيباً دعوتهم فعلت ما وعدته به. وكان في هذه الفئة حبيب بن مظاهر الأسدي ونافع بن هلال الجملي...
2- فئة ثانية كانت على نقيض الفئة الأولى لا تحفل بعقيدة، فهي وإن كانت قد كتبت إلى الحسين فيمن كتب وتحمست لدعوته أشد التحمس، وكانت ترى في الحسين رجل الساعة المفرد الخليق بالتأييد والنصرة، فهي أيضا لم تر بأساً وقد مالت الكفة مع ابن زياد أن تميل معها وتقاتل الحسين وأصحابه.
3- فئة ثالثة كانت وسطاً بين الفئتين، فلا هي نصرت الحسين ولا هي نفرت لقتاله ولكنها انكمشت على نفسها تنكر المنكر بقلبها، حتى إذا قتل الحسين ندمت على تركها نصرته وتلاومت فيما بينها، ورأت أنها قد أخطأت خطأ كبيراً. من هذه الفئة انبعثت فكرة الثورة التي عرف رجالها باسم «التوابين»، فأخذوا يجتمعون بعد مقتل الحسين بن علي مباشرة في إطار من السرِّية التامّة، وعند الاجتماع يعقدون مناقشات أشبه ما تكون بالنقد الذاتي، وذلك لمحاسبة أنفسهم على التقصير الذي أظهروه إزاء الحسين، والتشاور على كيفية التكفير عن الذنب وغسل العار الذي لحق بهم نتيجة هذا التخاذل.
فتزعّم التحرّك الشيعي حينئذٍ خمسة من كبار الزعماء الكوفيين المتقدّمين في السنّ، الذين ارتبطوا تاريخياً بالحركة الشيعية، وهم:
1ـ سليمان بن صُرد الخزاعي: صحابي جليل كان اسمه يسار، وسمّاه رسول الله(صلى الله عليه و سلم) سليمان، وهو من أصحاب علي كرم الله وجهه، شارك معه في حروبه.
2ـ المُسَيّب بن نجبة الفزاري: تابعي، شهد القادسية، وحضر مع علي كل مشاهده.
3ـ عبد الله بن سعد بن نفيل الأزدي.
4ـ عبد الله بن وائل التميمي.
5ـ رفاعة بن شدّاد البجلي.
وكلّهم من صحابة الإمام علي ومن المؤيِّدين له.
فبدؤوا يمارسون نشاطهم في الخفاء، ويبشِّرون بدعوتهم الانتقامية في أوساط الشيعة، بعيداً عن مراقبة السلطة وجواسيسها المنتشرين في كلّ مكان.
وشكّلوا منظمة سرّية نواتها نحو مائة معارض، ولم تلبث حتّى تحوّلت إلى معارضة شيعية كبرى تحمل اسم (التوّابين).
وقد صارت هذه التسمية هي الغالبة على حركة سليمان ورفاقه، منبثقة من الآية الكريمة التي أصبحت شعارهم: (فَتُوبُوا إِلَى بَارِئِكُمْ فَاقَتُلُوا أَنْفُسَكُمْ ذَلِكُمْ خَيْرٌ لَكُمْ عِنْدَ بَارِئِكُمْ فَتَابَ عَلَيْكُمْ إِنّهُ هُوَ التّوّابُ الرّحِيْمُ).
وكان الاجتماع الأوّل الذي ضمّ هؤلاء قد عُقد في منزل سليمان بن صُرد، وكان أوّل المتكلّمين في الاجتماع المُسيّب بن نجبه، وبعد أن أنهى كلامه بتشديده على توحيد الصفوف، تكلّم بعدئذٍ زعيم آخر هو رفاعة بن شدّاد، فأثنى على ما جاء في خُطبةِ المسيّب، وأوصى باتِّخاذ سليمان بن صُرد زعيماً للثورة.

## أهداف الثورة
يمكن تلخيص أهداف ثورة التوّابين بالنقاط التالية:
1ـ إزاحة الأُمويّين من السلطة في الكوفة، وتحويلها إلى قاعدة للحكم الشيعي الذي ينبغي أن يسود في مختلف أقاليم الدولة.
2ـ أخذ القصاص من المسؤولين عن قتل الإمام الحسين، سواء الأُمويّين أم المتواطئين معهم.
3ـ تجسيد فكرة الاستشهاد، وذلك بالتنازل عن الأملاك واعتزال النساء.
4ـ الإلحاح في طلب التوبة عن طريق التضحية بالنفس.
وانتهى الاجتماع بهذه المقرّرات الحاسمة، واختيار سليمان بن صُرد زعيماً لهم؛ وذلك لسبقه في الإسلام وصحبته للرسول، وأوثقهم علاقة بالإمام علي وأبنائه، وأرفعهم شأناً في مكانته القبلية.

## زيارة قبر الحسين
جمع سليمان بن صرد الخزاعي أمير التوّابين أنصاره في منطقة النخيلة في الخامس من ربيع الثاني سنة 65 ه‍، ثمّ سار بهم إلى قبر الإمام الحسين، وكان عددهم يقارب أربعة آلاف رجلا، فما أن وصلوا إلى القبر الشريف حتّى صاحوا صيحة واحدة، وازدحموا حول القبر أكثر من ازدحام الحُجّاج على الحجر الأسود عند لثمه، فما رؤي أكثر باكياً من ذلك اليوم، فترحّموا عليه، وتابوا عنده من خذلانه وترك القتال، وتجديد العهد معه.

## معركة عين الوردة
تحرّك القائد سليمان بن صرد ـ بعد زيارة قبر الإمام الحسين، وتجديد العهد معه ـ مع جنده قاصدين الشام، فوصلوا إلى الأنبار، ومنها إلى القيارة وهيت، ثمّ إلى قرقيسيا ـ وهي بلدة على مصبّ نهر الخابور في الفرات ـ وبعدها منطقة عين الوردة.
وفي الثاني والعشرين من جمادى الأُولى 65ه، دارت في منطقة عين الوردة رحى الحرب بينهم وبين جند الشام، وأبلى التوّابون بلاءً حسناً، فكان لهم النصر أوّل الأمر، غير أنّ ابن زياد سرعان ما أمدّ جيش الشام باثني عشر ألفاً بقيادة الحصين بن نمير، ثمّ بثمانية آلاف بقيادة شرحبيل بن ذي الكلاع، فأحاطوا بالتوّابين من كلّ جانب، فلمّا رأى سليمان ما يلقى أصحابه من شدّة، ترجّل عن فرسه ـ وهو يومئذٍ في الثالثة والتسعين من عمره ـ وكسر جفن سيفه وصاح بأصحابه: يا عباد الله، من أراد البكور إلى ربّه والتوبة من ذنبه والوفاء بعهده، فليأت إليَّ.
فاستجاب له الكثيرون، وحذوا حذوه، وكسروا جفون سيوفهم، وقتلوا من أهل الشام مقتلة عظيمة، حتّى أُصيب زعيمهم سليمان بسهم، فوثب ووقع، وهو يقول: فزت وربّ الكعبة، وحمل الراية بعده المسيّب بن نجبه، فقاتل بها حتّى استشهد، بعد جهود مستميتة، وتبعه بقية القوّاد وعدد كبير من المقاتلين، باستثناء رفاعة بن شداد الذي اعترف بالهزيمة وأدرك عدم جدوى القتال، وكانت القيادة قد انتقلت إليه، فأصدر أوامره سرّاً إلى البقية الباقية من التوّابين بالانسحاب والتراجع.
وتمّت عملية التراجع بنجاحٍ تام، وابتعد التوّابون المنسحبون عن ميدان المعركة، وأصبحوا في منأىً عن مطاردة الجيش الأُموي المنتصر، الذي استنكف عن محاولة اللحاق بهم.
وانتهت المعركة إلى جانب أهل الشام، بعد أن ترك التوّابون أمثلة رائعة للبطولة والفداء، التي استمدّت روحها من مواقف الإمام الحسين وأهل بيته وأصحابه(عليهم السلام)، والتي لها صداها في النفوس، وأثرها القوي في التاريخ الإنساني كلّه.

## انظر ايضاً
- المختار الثقفي
- المختار الثقفي (مسلسل)
- سليمان بن صرد

## خاتمة
لا يمكن أن نقول بأنّ هذه الثورة انهزمت أو فشلت عسكرياً؛ لأنّ الفشل والإخفاق لم يكن أمراً مفاجئاً بالنسبة لها.
لذلك توجّه قادتها وأنصارها إلى المعركة، وهم يشعرون في قَرارة أنفسهم أنّهم متّجهين إلى نهايتهم المحتومة، ومحاولين التكفير عن ذنوبهم بالانتقام من قتلة الإمام الحسين(ع)، أو الموت في سبيل ذلك، فحقّقوا بذلك أهدافهم المرسومة، وكان لهم من النتائج ما أرادوا.